# 영주 용혈리 와요지
영주 용혈리 와요지(榮州 龍穴里 瓦窯址)는 대한민국 경상북도 영주시 평은면 용혈리에 있는, 고려 후기에 기와를 굽던 터이다. 1999년 8월 9일 경상북도의 유형문화재 제310호로 지정되었다.

## 개요
고려 후기에 기와를 굽던 터이다. 조사 결과 3개의 터를 발견했는데 구조는 터널식으로 파서 만든 굴가마로 되어있다. 기와 조각 외에 다른 유물은 발견되지 않았고 조각의 대부분은 빗살무늬와 생선뼈무늬를 띠고 있다.
1호 요지는 전체 길이가 약 9m로 천장부분에 약간 손상이 있을 뿐 그 외는 완전하다. 2호 요지는 가장 먼저 발견된 곳으로 1호 요지 사이에 3호 요지를 두고 남동쪽에 있다. 전체 길이는 5.6m로 천장 일부분에 손상이 있을 뿐 상태가 좋은 편이다. 3호 요지는 1호와 2호 요지 사이에 있다. 기와를 굽던 방의 반 정도와 연소실이 없어져 현재 길이는 3.2m 정도 된다.
경상북도에서 발견된 요지 중 가장 상태가 좋아 옛 요지 교육자료로 가치가 있는 곳이다.

## 참고 자료
- 영주용혈리와요지 - 국가유산청 국가유산포털